# Marie Urban Le Febvre
 (janvier 2025).
Il peut être nécessaire de l'améliorer pour respecter le principe de neutralité de point de vue. 

 (février 2025).
Motif : Admissibilité non démontrée : mais où sont les sources secondaires indépendantes - en principe d'envergure nationale - qui analysent le sujet et son intérêt encyclopédique sur la durée ?
Ici, on a recours à des sources mineures (bien souvent même pas centrées sur le sujet), sans l'envergure requise, voire carrément à de l'auto-sourçage sur fond d'article promotionnel.
- Archive Wikiwix
- Bing
- Cairn
- DuckDuckGo
- E. Universalis
- Gallica
- Google
- G. Books
- G. News
- G. Scholar
- Persée
- Qwant
- (zh) Baidu
- (ru) Yandex
- (wd) trouver des œuvres sur Wikidata

| 1. | Préciser le motif de la pose du bandeau. | Précisez le motif de la pose du bandeau en utilisant la syntaxe suivante : {{admissibilité à vérifier\|date=mars 2025\|motif=remplacez ce texte par le motif}}                             |
| 2. | Informer les utilisateurs concernés.     | Pensez à avertir le créateur de l'article, par exemple, en insérant le code ci-dessous sur sa page de discussion : {{subst:avertissement admissibilité à vérifier\|Marie Urban Le Febvre}} |

 (janvier 2025).
La mise en forme du texte ne suit pas les recommandations de Wikipédia : il faut le « wikifier ».
Les points d'amélioration suivants sont les cas les plus fréquents :
- Les titres sont pré-formatés par le logiciel. Ils ne sont ni en capitales, ni en gras.
- Le texte ne doit pas être écrit en capitales (les noms de famille non plus), ni en gras, ni en italique, ni en « petit »…
- Le gras n'est utilisé que pour surligner le titre de l'article dans l'introduction, une seule fois.
- L'italique est rarement utilisé : mots en langue étrangère, titres d'œuvres, noms de bateaux, etc.
- Les citations ne sont pas en italique mais en corps de texte normal. Elles sont entourées par des guillemets français : « et ».
- Les listes à puces sont à éviter, des paragraphes rédigés étant largement préférés. Les tableaux sont à réserver à la présentation de données structurées (résultats, etc.).
- Les appels de note de bas de page (petits chiffres en exposant, introduits par l'outil «  Source ») sont à placer entre la fin de phrase et le point final[comme ça].
- Les liens internes (vers d'autres articles de Wikipédia) sont à choisir avec parcimonie. Créez des liens vers des articles approfondissant le sujet. Les termes génériques sans rapport avec le sujet sont à éviter, ainsi que les répétitions de liens vers un même terme.
- Les liens externes sont à placer uniquement dans une section « Liens externes », à la fin de l'article. Ces liens sont à choisir avec parcimonie suivant les règles définies. Si un lien sert de source à l'article, son insertion dans le texte est à faire par les notes de bas de page.
- La présentation des références doit suivre les conventions bibliographiques. Il est recommandé d'utiliser les modèles {{Ouvrage}}, {{Chapitre}}, {{Article}}, {{Lien web}} et/ou {{Bibliographie}}. Le mode d'édition visuel peut mettre en forme automatiquement les références.
- Insérer une infobox (cadre d'informations à droite) n'est pas obligatoire pour parachever la mise en page.

Pour une aide détaillée, merci de consulter Aide:Wikification.
Si vous pensez que ces points ont été résolus, vous pouvez retirer ce bandeau et améliorer la mise en forme d'un autre article.
Marie Urban Le Febvre  est une parfumeuse-créatrice française basée en Italie. Fondatrice de la maison de création Urban Scents, elle collabore principalement en tant que ghostwriter pour diverses marques de parfumerie. Reconnue pour ses travaux de reconstitution de parfums historiques, elle enseigne également la création de parfums en tant que professeure à l'ISIPCA  l’une des plus prestigieuses écoles de parfumerie. Elle est par ailleurs l’auteure du livre Risking and Resisting,,.

## Biographie

### Carrière
Après des études en chimie, elle est diplômée de l'ISIPCA (en) de Versailles en 2000 et travaille avec Symrise et Takasago, des maisons de parfum internationales,.
En 2014, elle commence à travailler comme parfumeuse indépendante à Berlin. Parallèlement, elle collabore avec d'autres marques et projets de recherche scientifique. Elle contribue également à la reconstitution de parfums historiques, en collaborant avec des musées, des archéologues et des institutions universitaires,.
En 2023, Marie déménage son laboratoire de parfums de Berlin, en Allemagne, à Trieste, en Italie, où elle continue son travaille de création,.